# Parancistrocerus longicornutus
Parancistrocerus longicornutus är en stekelart som först beskrevs av Dalla Torre 1904.  Parancistrocerus longicornutus ingår i släktet Parancistrocerus och familjen Eumenidae. Inga underarter finns listade i Catalogue of Life.